# Marian Cezary Abramowicz
Marian Cezary Abramowicz (sinh ngày 29 tháng 10 năm 1934 tại Białobłoty gần Pleszew, mất ngày 5 tháng 3 năm 1997) là nhà thơ và nhà văn thể loại văn xuôi người Ba Lan.

## Tiểu sử
Marian Abramowicz là con trai của hai vợ chồng nông dân Franciszek Abramowicz và Stanisława. Ông mồ côi cha năm 1938 và mẹ năm 1939. Sau khi cha mẹ mất, câu bé Marian Abramowicz được bà ngoại sống cùng làng chăm sóc. Năm 1948, ông tốt nghiệp tiểu học. Năm 1950-1951, ông làm thư ký tại Konin và học bổ túc tại trường trung học vào buổi tối. Sau khi chuyển đến Warszawa, ông tiếp tục theo học tại trường Trung học Saint Augustine. Sau một năm, ông chuyển đến Płock và làm thư ký tại tòa thị chính thành phố.
Năm 1952, Marian Abramowicz gia nhập Dòng Salêdiêng. Năm 1953, sau khi thực hiện lời thề tôn giáo, ông bắt đầu nghiên cứu tại Viện Triết học và Tâm lý học của Hội Salêdiêng (gần thị trấn Kutno). Năm 1957, ông thôi làm việc do sức khỏe yếu vì mắc bệnh lao.
Bài thơ đầu tay, Wrzosowisko, ra mắt công chúng trên tạp chí Tygodnik Kulturalny, số báo 13.
Từ năm 1975 đến năm 1979, ông là giám đốc Trung tâm Văn hóa Thành phố ở Gizałki gần Kalisz. Từ năm 1969 đến năm 1983, ông là thành viên của Hội Nhà văn Ba Lan.

## Tác phẩm
- Urzeczenie (Sự mê hoặc), tập thơ, Wrocław, Ossolineum 1970, 47 trang.
- Kochanek białej gołębicy (Người tình của chim bồ câu trắng), tiểu thuyết, Lublin, Wydawnictwo Lubelskie 1973, 379 trang.
- Twarze na piasku (Những khuôn mặt trên cát), tuyển tập thơ, Poznań, Wydawnictwo Poznańskie 1977, 79 trang.
- Donosy z Białej Królikowskiej (Báo cáo từ Biała Królikowska) 1981, 1982, 1983.
- Sennik niedzielny, Nhà xuất bản Poznań 1984, 107 trang.
- Dni darowane, tập thơ, Poznań, Hội Nhà văn Ba Lan 1991, 35 trang
- W kantyku ziemi (Trong lòng đất), tập thơ, Poznań, Hội Nhà văn Ba Lan 1991, 35 trang
- Uroki i zadziwienia (Sự quyến rũ và sự kinh ngạc), Poznań, Hội nhà văn Ba Lan 1994, 38 trang.
- Confiteor, tập hợp các hàng, Poznań, Hộinhà văn Ba Lan 1994, 39 trang.
- Mary Magdalena, tiểu thuyết, Poznań, Pallottinum 1995, 124 trang.
- Listy nie wysłane, tập thơ, Poznań, Hội nhà văn Ba Lan, năm 1996, 40 trang.
- Dwa żywoty (Hai cuộc đời), phim truyền hình, Wydawnictwo Poznańskie năm 1998, 78 trang.
- Listy spod klepsydry (Những lá thư từ đồng hồ cát), Poznań, Pallotinum 2000, 113 trang.